# Ritsch (Drochtersen)
Ritsch  ist ein Ortsteil der Gemeinde Drochtersen im Landkreis Stade. Das Dorf hat etwa 650 Einwohner und liegt in der Landschaft Kehdingen an der Elbe zwischen Drochtersen und Assel.

## Verkehr
Ritsch liegt an der L 111, die von Wischhafen-Neuland nach Stade führt. Im Ort selbst gibt es zehn Straßen: Ritscher Moorstraße, Ritscher Hafenstraße, Ritscher Deichstraße, Ritscher Straße, Ritscher Außendeich, Johann-Grodtmann Straße, Wiesenstraße, Im Obstgarten, Ritscher Weg, sowie den Postkutschenweg. 

## Wirtschaft
Ein kleiner Bäckerladen in der Ritscher Moorstraße ist für die Grundversorgung zuständig.
Im Klinkerwerk "Rusch" werden seit 1881 auf traditionelle Art und Weise Ringofenklinker hergestellt.